# Comté de Ionia
Le comté de Ionia (Ionia County en anglais) est un comté de l'État du Michigan qui compte, suivant le recensement de 2010, 63 905 habitants. Le siège du comté est la ville de Ionia.

## Géographie
Le comté a une superficie de 1 503 km2, dont 1 485 km2 en surfaces terrestres.

### Comtés adjacents
- Comté de Gratiot (nord-est)
- Comté de Montcalm (nord)
- Comté de Clinton (est)
- Comté de Kent (ouest)
- Comté d'Eaton (sud-est)
- Comté de Barry (sud-ouest)